# Departamento de Trabalho dos Estados Unidos
O Departamento de Trabalho dos Estados Unidos (DOL) é um dos departamentos executivo do governo federal dos Estados Unidos. Ele é responsável pela administração das leis federais que regulamentam segurança e saúde ocupacional, padrões de salário e jornada, benefícios de desemprego, serviços de reemprego e, ocasionalmente, estatísticas econômicas. O departamento é liderado pelo Secretário do Trabalho, que se reporta diretamente ao presidente dos Estados Unidos e é membro do Gabinete do presidente.
O propósito do Departamento do Trabalho é fomentar, promover e desenvolver o bem-estar dos trabalhadores assalariados, candidatos a emprego e aposentados dos Estados Unidos; melhorar as condições de trabalho; ampliar as oportunidades de emprego rentável; e garantir os direitos e benefícios relacionados ao trabalho. Para cumprir essa missão, o departamento administra e aplica mais de 180 leis federais e milhares de regulamentos federais. Essas normas abrangem diversas atividades no ambiente de trabalho, afetando cerca de 10 milhões de empregadores e 125 milhões de trabalhadores.
A sede do departamento fica no Frances Perkins Building, nomeado em homenagem a Frances Perkins, que foi Secretária do Trabalho de 1933 a 1945.

## História
Em 1884, o Congresso dos EUA estabeleceu pela primeira vez um Escritório de Estatísticas do Trabalho com o Bureau of Labor Act, para coletar informações sobre trabalho e emprego. Esse escritório estava sob o Departamento do Interior. O Bureau começou a coletar dados econômicos em 1884 e publicou seu primeiro relatório em 1886. Mais tarde, em 1888, o Bureau of Labor tornou-se um Departamento do Trabalho independente, mas sem status executivo.
Em fevereiro de 1903, voltou a ser um bureau quando foi criado o Departamento de Comércio e Trabalho.
O presidente dos EUA, William Howard Taft, assinou, em 4 de março de 1913 (último dia de sua presidência), uma lei que estabeleceu o Departamento do Trabalho como um departamento de nível de gabinete. William B. Wilson foi nomeado o primeiro Secretário do Trabalho em 5 de março de 1913, pelo presidente Woodrow Wilson. Como parte dessa ação, foi criada a United States Conciliation Service, uma agência dentro do departamento cuja finalidade era mediar disputas trabalhistas. Em outubro de 1919, o secretário Wilson presidiu a primeira reunião da Organização Internacional do Trabalho, mesmo que os EUA ainda não fossem membros.
Em setembro de 1916, o Federal Employees' Compensation Act introduziu benefícios para trabalhadores que se ferissem ou contraíssem doenças no local de trabalho. Esse ato criou uma agência responsável pela compensação de trabalhadores federais, que foi transferida para o Departamento do Trabalho na década de 1940, tornando-se o Office of Workers' Compensation Programs.
Frances Perkins, a primeira mulher a ocupar um cargo no gabinete presidencial, foi nomeada Secretária do Trabalho pelo presidente Franklin D. Roosevelt em 4 de março de 1933. Perkins serviu por 12 anos, tornando-se a Secretária do Trabalho com mais tempo no cargo.
A aprovação da Lei Taft-Hartley em 1947 levou ao fim da United States Conciliation Service, que foi reformulada fora do departamento como uma nova agência independente, a Federal Mediation and Conciliation Service.
Durante o governo de John F. Kennedy, foi planejada a consolidação da maioria dos escritórios do Departamento do Trabalho, que estavam espalhados por mais de 20 locais. Em meados da década de 1960, começou a construção do New Labor Building, concluída em 1975. Em 1980, o edifício foi nomeado em homenagem a Frances Perkins.
O presidente Lyndon B. Johnson pediu ao Congresso que considerasse a ideia de reunificar os departamentos de Comércio e Trabalho. Ele argumentou que ambos tinham objetivos semelhantes e que, juntos, poderiam se comunicar de forma mais eficiente. No entanto, o Congresso nunca tomou medidas nesse sentido.
Na década de 1970, após o movimento dos direitos civis, o Departamento do Trabalho, sob a liderança do secretário George P. Shultz, fez um grande esforço para promover a diversidade racial nos sindicatos.
Em agosto de 2010, a Partnership for Public Service classificou o Departamento do Trabalho em 23º lugar entre 31 grandes agências em sua lista anual de "Melhores Lugares para Trabalhar no Governo Federal".
Em março de 2013, o departamento começou a comemorar seu centenário.
Em julho de 2013, Tom Perez foi confirmado como Secretário do Trabalho. Em seu discurso de posse, afirmou: "Em essência, o Departamento do Trabalho é o departamento das oportunidades."
Em abril de 2017, Alexander Acosta foi confirmado como o novo Secretário do Trabalho. Em julho de 2019, Acosta renunciou devido ao escândalo envolvendo seu papel no acordo judicial de Jeffrey Epstein. Ele foi sucedido em 30 de setembro de 2019 por Eugene Scalia, que ocupou o cargo até o início do governo Joe Biden, em 20 de janeiro de 2021. Marty Walsh foi confirmado como Secretário do Trabalho em 22 de março de 2021. Ele renunciou em 11 de março de 2023 e foi sucedido pela vice-secretária Julie Su, que ocupou o cargo de forma interina.